# Me Against the Music
"Me Against the Music" är en låt framförd av Britney Spears tillsammans med Madonna, utgiven på singel från Spears album In the Zone den 14 oktober 2003. Den skrevs av Spears, Madonna, Tricky Stewart, Thabiso "Tab" Nikhereanye, Penelope Magnet, The-Dream och Gary O'Brien. Efter att Stewart och Magnet hade umgåtts med Spears en kväll i New York började de arbeta fram låten för henne. Under repetitionen för MTV Video Music Awards 2003 spelade Spears upp låten för Madonna och bad henne genomföra den med henne.
Sången låg på listorna i många länder.

## Musikvideo
Musikvideon till "Me Against the Music" spelades in under tre dagar i oktober 2003 vid Silvercup Studios i Long Island City, New York. Den regisserades av Paul Hunter, som berättade att konceptet var att hålla Spears och Madonna separerade, därav bar Spears svart klädsel och Madonna en vit kostym.

## Låtlista
| - Australisk CD 1 1. "Me Against the Music" – 3:43 2. "Me Against the Music" (Peter Rauhofer Radio Mix) – 3:42 3. "Me Against the Music" (The Mad Brit Mixshow) – 5:55 - Australisk CD 2 1. "Me Against the Music" (Rishi Rich's Desi Kulcha Remix) – 4:32 2. "Me Against the Music" (Passengerz vs. The Club Mix) – 7:37 3. "Me Against the Music" (Terminalhead Vocal Mix) – 7:10 4. "Me Against the Music" (Video Mix Instrumental) – 3:35 - UK/EU CD-singel 1. "Me Against the Music" – 3:43 2. "Me Against the Music" (Rishi Rich's Desi Kulcha Remix) – 4:33 3. "Me Against the Music" (Peter Rauhofer Radio Mix) – 3:42 4. "Me Against the Music" (The Mad Brit Mixshow) – 5:55 - UK CD Maxi 1. "Me Against the Music" (Trak Starz Remix) – 3:31 2. "Me Against the Music" (Scott Storch Remix) – 3:38 3. "Me Against the Music" (Kanye West Remix) – 3:43 | - Amerikansk CD-singel 1. "Me Against the Music" – 3:43 2. "Me Against the Music" (Trak Starz Remix) – 3:31 3. "Me Against the Music" (Gabriel & Dresden Club Mix) – 8:51 4. "Me Against the Music" (Peter Rauhofer Radio Mix) – 3:43 5. "Me Against the Music" (The Mad Brit Mixshow) – 5:55 6. "Me Against the Music" (Bloodshy & Avant “Dubbie Style” Remix) – 5:15 7. "Me Against the Music" (Kanye West Remix) – 3:43 - Amerikansk 12"-vinylsingel 1. A1. "Me Against the Music" (Peter Rauhofer's Electrohouse Mix) – 8:17 2. A2. "Me Against the Music" (The Mad Brit Mixshow) – 5:55 3. B1. "Me Against the Music" (Gabriel & Dresden Club Mix) – 8:51 4. B2. "Me Against the Music" (Rishi Rich's Punjabi Club Mix) – 5:34 5. C1. "Me Against the Music" (Peter Rauhofer's Electrohouse Dub) – 6:49 6. C2. "Me Against the Music" (Passengerz Vs The Club Mix) – 7:34 7. D1. "Me Against the Music" (Gabriel & Dresden Dub) – 7:14 8. D2. "Me Against the Music" (Terminalhead Vocal Mix) – 7:07 |

## Medverkande
- Britney Spears – sång, låtskrivare, medproducent
- Madonna – sång, låtskrivare
- RedZone Entertainment – låtskrivare, producent, bakgrundssång
- Thabiso Nikhereanye – låtskrivare
- The-Dream – låtskrivare
- Gary O'Brien – låtskrivare, gitarr
- Courtney Copeland – bakgrundssång
- Emma Roads – bakgrundssång